# Lijst van rijksmonumenten in Middelstum
De plaats Middelstum telt 31 inschrijvingen in het rijksmonumentenregister. Hieronder een overzicht. 
Voor een overzicht van beschikbare afbeeldingen zie de categorie Rijksmonumenten in Eemsdelta op Wikimedia Commons.
| Object                                                                     | Oorspronkelijke functie?  | Bouwjaar                                                                                                  | Architect                                                   | Locatie              | Coördinaten?                  | Nr.?   | Afbeelding                                                                 |
| -------------------------------------------------------------------------- | ------------------------- | --- | ----------------------------------------------------------- | -------------------- | ----------------------------- | ------ | -------------------------------------------------------------------------- |
| Asingaborg, poortgebouw (De Oude Poort)                                    | Gebouw                    | 1611 1927 (rest.)                                                                                         |                                                             | Burchtstraat 17      | 53° 20' 53" NB, 6° 38' 37" OL | 29889  | Meer afbeeldingen                                                          |
| Pand onder hoog zadeldak met wolfseinden                                   | Woonhuis                  | 19e eeuw                                                                                                  |                                                             | Burchtstraat 26      | 53° 20' 54" NB, 6° 38' 37" OL | 29890  | Meer afbeeldingen                                                          |
| 't Olle Docktershuus                                                       | Woonhuis                  | 19e eeuw                                                                                                  |                                                             | Kerkstraat 1         | 53° 20' 49" NB, 6° 38' 28" OL | 29891  | Meer afbeeldingen                                                          |
| Voorm. bakkerij                                                            | Werk-woonhuis             | 1689 19e eeuw (aanbouw)                                                                                   |                                                             | Kerkstraat 3         | 53° 20' 49" NB, 6° 38' 29" OL | 29892  | Meer afbeeldingen                                                          |
| Gereformeerd gasthuis                                                      | Sociale zorg, liefdadigh. | 1887 |                                                             | Kerkstraat 2         | 53° 20' 48" NB, 6° 38' 30" OL | 29893  | Gereformeerd gasthuis                                                      |
| Hervormde kerk met toren                                                   | Kerk en kerkonderdeel     | 1450-1500 (in fasen) verm. beg. 16e eeuw (uitbr.) 17e eeuw (koepeltje) 1767 en 1831 (herst.) 1974 (rest.) | R. Offringa (1974)                                          | Menthedalaan 2       | 53° 20' 50" NB, 6° 38' 23" OL | 29894  | Meer afbeeldingen                                                          |
| Doopsgezinde kerk, voorm. pastorie                                         | Kerkelijke dienstwoning   | ca. 1870                                                                                                  |                                                             | Trekweg 27           | 53° 20' 58" NB, 6° 38' 32" OL | 29895  | Meer afbeeldingen                                                          |
| Doopsgezinde kerk                                                          | Kerk en kerkonderdeel     | 1863 |                                                             | Trekweg 27           | 53° 20' 57" NB, 6° 38' 32" OL | 29896  | Meer afbeeldingen                                                          |
| De Hoop                                                                    | Industrie- en poldermolen | 1855 1976 (rest.) 2009-'10 (rest.)                                                                        | H. Bremer                                                   | Molenweg 6           | 53° 21' 3" NB, 6° 38' 33" OL  | 29903  | Meer afbeeldingen                                                          |
| Wierde Engeweer                                                            | Archeologisch monument    | begin jaartelling                                                                                         |                                                             | Halteweg             | 53° 19' 53" NB, 6° 38' 19" OL | 45765  | Wierde Engeweer                                                            |
| Terrein met resten van een uithof van het klooster van Aduard (Rodeschool) | Archeologisch monument    | 1205/1216-1658                                                                                            |                                                             | Fraamweg             | 53° 19' 2" NB, 6° 37' 34" OL  | 45766  | Terrein met resten van een uithof van het klooster van Aduard (Rodeschool) |
| Terrein met resten van een borg (Nije Fraam)                               | Archeologisch monument    | ca. 1542                                                                                                  |                                                             | Smedemaweg           | 53° 21' 23" NB, 6° 40' 37" OL | 45768  | Upload foto                                                                |
| Terrein met resten van de borg Ewsum                                       | Archeologisch monument    | 1458 of ouder                                                                                             |                                                             | Ewsum                | 53° 21' 11" NB, 6° 38' 46" OL | 45770  | Terrein met resten van de borg Ewsum                                       |
| Wierde met resten van de Asingaborg                                        | Archeologisch monument    | begin jaartelling                                                                                         |                                                             | Concordiaplein       | 53° 20' 53" NB, 6° 38' 33" OL | 45772  | Upload foto                                                                |
| Huiswierde ('t Hoogtje)                                                    | Archeologisch monument    | middeleeuwen                                                                                              |                                                             | Menkeweerstertocht   | 53° 20' 56" NB, 6° 36' 32" OL | 45773  | Upload foto                                                                |
| Mentheda                                                                   | Woonhuis                  | 1896 of 1905 1934 (verb.)                                                                                 | S.A. Veenstra (1934)                                        | Menthedalaan 5       | 53° 20' 50" NB, 6° 38' 23" OL | 517361 | Meer afbeeldingen                                                          |
| Mentheda, tuin                                                             | Tuin, park en plantsoen   | ca. 1896                                                                                                  |                                                             | bij Menthedalaan 5   | 53° 20' 50" NB, 6° 38' 23" OL | 517362 | Meer afbeeldingen                                                          |
| Mentheda, toegangshek                                                      | Erfscheiding              | ca. 1896                                                                                                  |                                                             | bij Menthedalaan 5   | 53° 20' 50" NB, 6° 38' 23" OL | 517363 | Upload foto                                                                |
| Gereformeerde kerk                                                         | Kerk en kerkonderdeel     | 1869 1923-'24 (uitbr.) 1935 (stookkelder)                                                                 | A. Schotanus P. Tilbusscher (1923-'24) S.A. Veenstra (1935) | Burchtstraat 23      | 53° 20' 50" NB, 6° 38' 37" OL | 517379 | Meer afbeeldingen                                                          |
| Hervormde kerk, pastorie                                                   | Dienstwoning              | 1876 1949 (verenigingslokaal)                                                                             |                                                             | Kerkpad 25           | 53° 20' 54" NB, 6° 38' 28" OL | 517385 | Hervormde kerk, pastorie                                                   |
| Venhorn                                                                    | Dienstwoning              | 1910 | P. Tilbusscher                                              | Burg. van Ankenweg 8 | 53° 20' 47" NB, 6° 38' 9" OL  | 517400 | Upload foto                                                                |
| Toptil                                                                     | Brug                      | 1931 | G. en W. Wieringa                                           | bij Molenweg 15      | 53° 21' 17" NB, 6° 38' 27" OL | 517401 | Toptil                                                                     |
| Winkelwoning                                                               | Werk-woonhuis             | 1928 | K. Zevenberg                                                | Heerestraat 2        | 53° 20' 49" NB, 6° 38' 41" OL | 517402 | Winkelwoning                                                               |
| Voorm. openbare lagere school                                              | Onderwijs en wetenschap   | 1937 | S.A. Veenstra                                               | G. Alberdastraat 5   | 53° 20' 54" NB, 6° 38' 20" OL | 517403 | Openbare lagere school Voorm. openbare lagere school                       |
| Middenstandswoning met werkplaats                                          | Woonhuis                  | 1920 (werkplaats) 1933 (woning)                                                                           | S.A. Veenstra (1933)                                        | Heerestraat 15       | 53° 20' 47" NB, 6° 38' 37" OL | 517408 | 362                                                                        |
| Woonhuis met aangebouwd achterhuis                                         | Woonhuis                  | 1935 | S.A. Veenstra                                               | Grachtstraat 12      | 53° 20' 50" NB, 6° 38' 35" OL | 517412 | Woonhuis met aangebouwd achterhuis                                         |
| Ewsum: geschutstoren                                                       | Kasteel, buitenplaats     | 1472 |                                                             | Oosterburen 1        | 53° 21' 12" NB, 6° 38' 50" OL | 515607 | Meer afbeeldingen                                                          |
| Ewsum: parkaanleg                                                          | Tuin, park en plantsoen   | 17e eeuw of ouder                                                                                         |                                                             | Oosterburen bij 1    | 53° 21' 9" NB, 6° 38' 49" OL  | 515608 | Meer afbeeldingen                                                          |
| Ewsum: schathuis                                                           | Bijgebouwen kastelen enz. | 17e eeuw (bouw) 1932 (uitbr. schathuis)                                                                   |                                                             | Oosterburen bij 1    | 53° 21' 12" NB, 6° 38' 50" OL | 515609 | Meer afbeeldingen                                                          |
| Ewsum: schuur                                                              | Bijgebouwen kastelen enz. | 1932 | S.A. Veenstra                                               | Oosterburen bij 1    | 53° 21' 12" NB, 6° 38' 50" OL | 515610 | Meer afbeeldingen                                                          |
| Ewsum: hekpalen                                                            | Tuin, park en plantsoen   | 1932 |                                                             | Oosterburen bij 1    | 53° 21' 9" NB, 6° 38' 45" OL  | 515611 | Meer afbeeldingen                                                          |